# Stay on These Roads (canción)
«Stay On These Roads» es una canción de la banda noruega a-ha, lanzada el 14 de marzo de 1988 por Warner Records como el segundo sencillo de su tercer álbum de estudio del mismo nombre (1988).
Alcanzó el éxito en muchos países europeos, convirtiéndose en el sencillo más exitoso del álbum Stay on These Roads, junto con "The Living Daylights". Fue el número siete en Alemania, el número tres en Francia e Islandia, y el número dos en Irlanda. En Noruega, la canción fue el cuarto sencillo número uno de la banda. En las listas del Reino Unido llegó al puesto número 5.

## Vídeo musical
En el video musical, dirigido por Andy Morahan, se puede ver a la banda A-ha interpretando la canción, al tiempo que se intercalan escenas donde están conduciendo con motos por una carretera, parando luego en una estación de servicio, además se ven distintos paisajes de la Región del Este de Inglaterra

## Sencillo en vinilo de 7"[3]
- Promoción en Argentina de 7"

Presenta a "Stay On These Roads" (4:44) con el nombre Quedate En Estos Caminos y a "Lost In You" de Rod Stewart.
- Sencillo de Australia de 7"

Presenta a "Stay On These Roads" (4:44) y a Soft Rains Of April (Mix Original) (3:15).
- Sencillo de Canadá de 7"

Presenta a "Stay On These Roads" (4:44) y a You'll End Up Crying (2:06). 
- Promoción de Canadá de 7"

Presenta a "Stay On These Roads" (4:44) y a You'll End Up Crying (2:06).
- Sencillo de Francia de 7"

Presenta a "Stay On These Roads" (4:44) y a Soft Rains Of April (Mix Original) (3:15).
- Sencillo de Alemania de 7"

Presenta a "Stay On These Roads" (4:44) y a Soft Rains Of April (Mix Original) (3:15).
- Sencillo de Italia de 7"

Presenta a "Stay On These Roads" (4:44) y a Soft Rains Of April (Mix Original) (3:15).
- JukeBox de Italia de 7"

Presenta a "Stay On These Roads" (4:44) y a "Lay Down On Me" de Miguel Bosé.
- Sencillo de Japón de 7"

Presenta a "Stay On These Roads" (4:44) y a Soft Rains Of April (Mix Original) (3:15).
- Sencillo de Japón de 7" (Muy Raro)

Presenta a "Stay On These Roads" (4:44).
- Sencillo de Portugal de 7"

Presenta a "Stay On These Roads" (4:44) y a Soft Rains Of April (Mix Original) (3:15).
- Sencillo de España de 7"

Presenta a "Stay On These Roads" (4:44) y a Soft Rains Of April (Mix Original) (3:15).
- Sencillo de UK de 7"

Presenta a "Stay On These Roads" (4:44) y a Soft Rains Of April (Mix Original) (3:15). 
- Sencillo de Estados Unidos de 7"

Presenta a "Stay On These Roads" (editado) (3:50) y a You'll End Up Crying (2:06).
- Promoción de Estados Unidos de 7"

Presenta 2 veces a "Stay On These Roads" (editado) (3:50).

## Sencillo en vinilo de 12"
- Sencillo de Australia de 12"

Presenta a "Stay On These Roads" (versión extendida) (6:14) y a Soft Rains Of April (Mix Original) (3:15). 
- Promoción en Brasil de 12"

Presenta a "Stay On These Roads" (4:44) y tres canciones de otros artistas.
- Sencillo de Alemania de 12"

Presenta a "Stay On These Roads" (versión extendida, 6:14) y a Soft Rains Of April (Mix Original) (3:15).
- Sencillo de España de 12"

Presenta a "Stay On These Roads" (versión extendida, 6:14) y a Soft Rains Of April (Mix Original) (3:15).
- Sencillo de Reino Unido de 12"

Presenta a Stay On These Roads (versión extendida, 6:14) y a Soft Rains Of April (Mix Original) (3:15).
- Sencillo de Reino Unido de 12" (versión limitada con póster). Presenta a Stay On These Roads (versión extendida, 6:14) y a "Soft Rains Of April" (mix original, 3:15).
- Sencillo de Reino Unido de 12" (Versión Limitada Imagen en el Disco)

Presenta a Stay On These Roads (Versión Extendida) (6:14) y a Soft Rains Of April (Mix Original) (3:15), esta versión limitada tiene una imagen de a-ha en el disco.

## Sencillo en CD
- Sencillo de Japón de 3"

Presenta a "Stay On These Roads" (4:44) y a "Soft Rains Of April" (mix original, 3:15).
- Sencillo de Alemania y Reino Unido de 3"

Presenta a "Stay On These Roads" (4:44), "Soft Rains Of April" (mix original, 3:15), "Take On Me" (3:46) y a "Cry Wolf" (4:05).
- Sencillo de Alemania y Reino Unido de 3" (edición limitada con kit para el cuidado del auto)

Presenta a "Stay On These Roads" (4:44), "Soft Rains Of April" (mix original, 3:15), "Take On Me" (3:46) y a "Cry Wolf" (4:05). El kit incluye un desodorante para auto, una brújula, un kit de limpieza, un cepillo azul y un trapo de limpieza. Todo el kit viene dentro de una bolsa con el texto en rojo "A-ha Stay On These Roads".
- Promoción en Alemania y Reino Unido de 3"

Presenta a "Stay On These Roads" (4:44), "Soft Rains Of April" (mix original, 3:15), "Take On Me" (3:46) y a "Cry Wolf" (4:05).

## Posicionamiento en listas
| Lista (1988)                            | Máxima posición |
| --------------------------------------- | --------------- |
| Alemania (Offizielle Deutsche Charts)   | 7               |
| Australia (ARIA)                        | 56              |
| Austria (Ö3 Austria Top 40)             | 11              |
| Bélgica (Flandes) (Ultratop 50)         | 10              |
| Dinamarca (IFPI)                        | 1               |
| España (AFYVE)                          | 20              |
| Europa (Eurochart Hot 100 Singles)      | 3               |
| Europa (European Airplay Top 50)        | 1               |
| Finlandia (The Official Finnish Charts) | 10              |
| Francia (SNEP)                          | 3               |
| Islandia (Íslenski Listinn Topp 10)     | 3               |
| Irlanda (IRMA)                          | 2               |
| Italia (Musica e dischi)                | 1               |
| Noruega (VG-lista)                      | 1               |
| Países Bajos (Dutch Top 40)             | 8               |
| Países Bajos (Mega Single Top 100)      | 10              |
| Portugal (AFP)                          | 9               |
| Reino Unido (Official Charts Company)   | 5               |
| Sudáfrica (Springbok Radio)             | 4               |
| Suecia (Sverigetopplistan)              | 17              |
| Suiza (Schweizer Hitparade)             | 10              |